# Найдьонова Віра Опанасівна
Найдьонова Віра Опанасівна (5 серпня 1948 в селі Заозерне Каховського району Херсонської області—30 квітня 2016) — директор державного підприємства «Дослідне господарство «Асканійське» Інституту олійних культур Української академії аграрних наук» (Херсонська область), Герой України.

## Нагороди
- Звання «Герой України» з врученням ордена Держави (23 листопада 2009) — за визначні трудові досягнення, впровадження в практику сільськогосподарського виробництва новітніх технологій, передового досвіду, застосування ефективних форм управління[2]
- Орден княгині Ольги II ст. (21 серпня 2001) — за значний особистий внесок у соціально-економічний та культурний розвиток України, вагомі трудові досягнення та з нагоди 10-ї річниці незалежності України[3]
- Орден княгині Ольги III ст. (19 серпня 1998) — за вагомий особистий внесок у становлення української державності, заслуги в соціально-економічному, науково-технічному і культурному розвиткові України та з нагоди 7-ї річниці незалежності України[4]
- Заслужений працівник сільського господарства України (18 листопада 1993) — за особистий внесок у розвиток аграрної науки, підвищення ефективності сільськогосподарського виробництва на основі впровадження прогресивних технологій і передового досвіду[5]